# Rådhusarkaden
Rådhusarkaden var et butikscenter der lå i Industriens Hus på hjørnet af Vesterbrogade og H.C. Andersens Boulevard i Indre By, København.
Centret rummede bl.a. Restaurant Copenhagen Corner, et Irma-supermarked samt biografen Metropol, der blev drevet af Nordisk Film. Såvel biografen som centret blev midlertidigt nedlagt i 2010 i forbindelse med ombygningen af Industriens Hus. Det blev genåbnet 10. juni 2013 med butikker men ikke som et arkadestrøg.